# Dragutin Lesar
Dragutin Lesar (ur. 4 marca 1956 w Mačkovcu) – chorwacki działacz związkowy i polityk, poseł do Zgromadzenia Chorwackiego, założyciel ugrupowania Chorwaccy Laburzyści – Partia Pracy.

## Życiorys
Ukończył w 1975 szkołę handlową, po czym zaczął pracować w domu towarowym w Čakovcu. Przez rok służył w Jugosłowiańskiej Armii Ludowej. Od 1976 ponownie pracował zawodowo w handlu i przemyśle, kształcił się także w zawodzie organizatora sprzedaży. Od 1978 był działaczem związkowym, w 1980 został sekretarzem miejskiej rady związkowej w Čakovcu. Wkrótce przeniósł się do miejscowości Mursko Središće, został zatrudniony jako dyrektor handlowy w fabryce grzejników aluminiowych. W połowie lat 80. ponownie zaangażował się w działalność związkową. W 1990 założył związek zawodowy pracowników sektora prywatnego. W 1991 stanął na czele unii niezależnych związków zawodowych Chorwacji (Savez samostalnih sindikata Hrvatska), funkcję tę pełnił do 1996.
W tym samym roku przystąpił do Chorwackiej Partii Ludowej (HNS), został wiceprezesem tego ugrupowania. W 1997 bez powodzenia kandydował do parlamentu. Po dobrym wyniku w wyborach regionalnych objął natomiast stanowisko zastępcy prefekta żupanii medzimurskiej. W wyborach krajowych w 2003, 2007 i 2011 uzyskiwał mandat posła do Zgromadzenia Chorwackiego V, VI i VII kadencji. W 2008 opuścił HNS, a dwa lata później założył własne ugrupowanie pod nazwą Chorwaccy Laburzyści – Partia Pracy, którym kierował do 2015.